# 西諫早駅
西諫早駅（にしいさはやえき）は、長崎県諫早市馬渡町にある、九州旅客鉄道（JR九州）長崎本線の駅である。駅名標のデザインは諫早眼鏡橋。2021年に一般公募により駅名標1ヶ所が街道の分岐をモチーフとしたものに変更された。

## 歴史
- 1985年（昭和60年）3月14日：ダイヤ改正と同時に開業[2]。総工費1億6000万円全額を地元が負担して建設された請願駅である[2]。
- 1987年（昭和62年）4月1日：国鉄分割民営化によりJR九州が継承[4]。
- 2012年（平成24年）12月1日：ICカード「SUGOCA」の利用を開始[5]。
- 2022年（令和4年）
  - 3月11日：この日限りで切符売り場が営業を終了[6]。
  - 3月12日：無人駅化[6]。
  - 9月23日：当駅を含め、肥前浜駅 - 長崎駅間が非電化となる。

## 駅構造
相対式ホーム2面2線を有する地上駅。ホームはやや高いところにある。鉄骨平屋建ての駅舎と反対側（長崎側）へはホーム下の通路でつながっている。
無人駅で、ICカード「SUGOCA」の利用が可能であり、簡易改札機とICカードチャージ機が設置されている（なお、SUGOCAの発売は行っていない）。

### のりば
| のりば | 路線      | 方向 | 行先                   |
| ------ | --------- | ---- | ---------------------- |
| 1      | ■長崎本線 | 上り | 諫早・江北方面         |
| 1      | ■大村線   | 上り | 諫早・早岐・佐世保方面 |
| 2      | ■長崎本線 | 下り | 長崎方面               |
| 2      | ■大村線   | 下り | 長崎方面               |

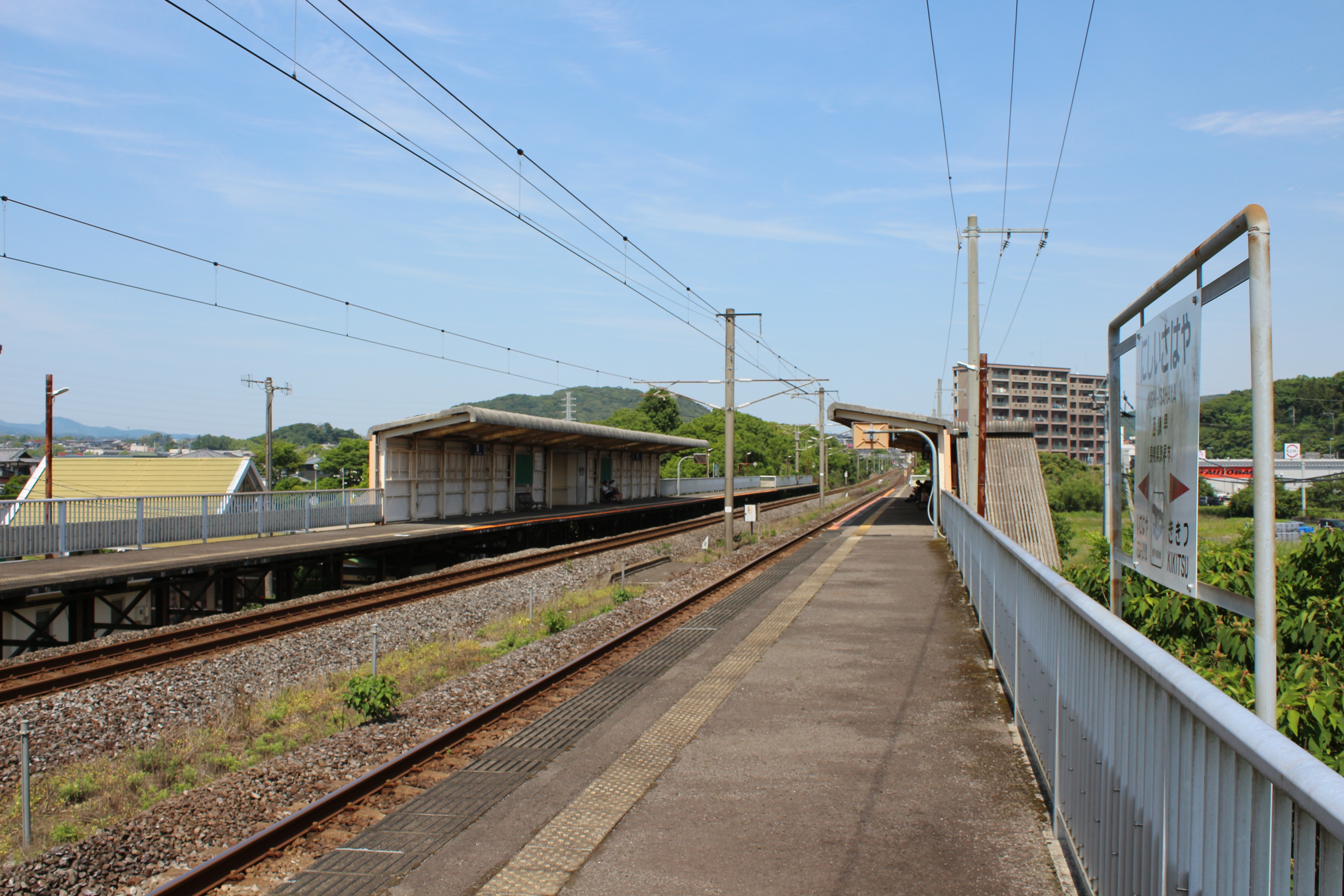
ホーム（2021年5月）
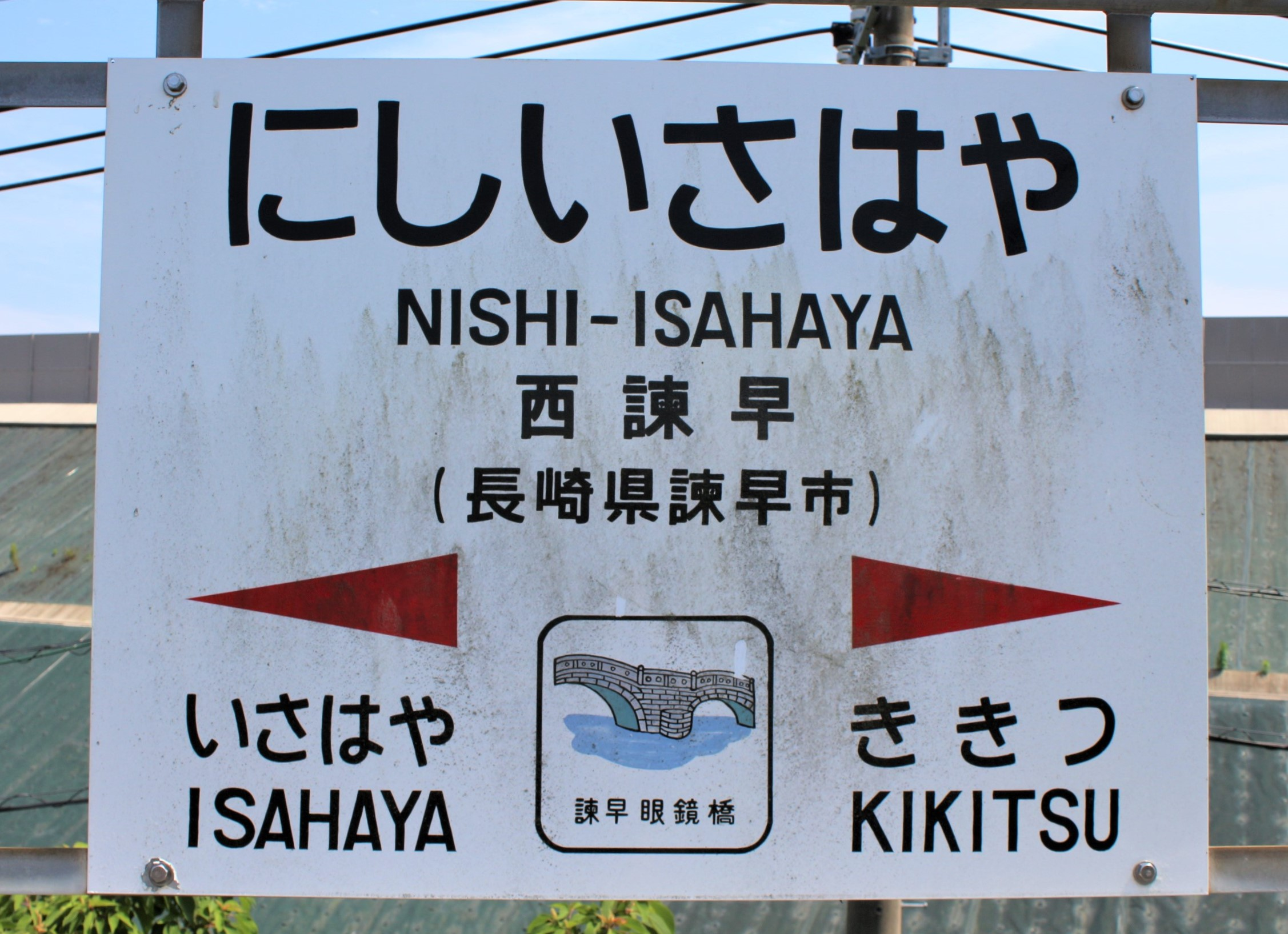
駅名標（2021年5月、イラストは諌早眼鏡橋）

## 利用状況
- 2023年度の1日平均乗車人員は1,029人である[7]。

| 乗車人員推移 | 乗車人員推移 |
| 年度         | 1日平均人数  |
| ------------ | ------------ |
| 2000         | 1,164        |
| 2001         | 1,215        |
| 2002         | 1,222        |
| 2003         | 1,175        |
| 2004         | 1,140        |
| 2005         | 1,060        |
| 2006         | 1,058        |
| 2007         | 1,103        |
| 2008         | 1,079        |
| 2009         | 1,050        |
| 2010         | 981          |
| 2011         | 972          |
| 2012         | 976          |
| 2013         | 952          |
| 2014         | 966          |
| 2015         | 999          |
| 2016         | 1,013        |
| 2017         | 1,067        |
| 2018         | 1,149        |
| 2019         | 1,105        |
| 2020         | 897          |
| 2021         | 929          |
| 2022         | 974          |
| 2023         | 1,029        |

## 駅周辺
- 長崎日本大学中学校・高等学校
- 諫早市立西諫早中学校
- 諫早市立西諫早図書館
- 諫早警察署 西諫早交番
- 西諫早ニュータウン
- 諫早市 西諫早公民館
- 地区センター名店街（商店街） - 徒歩15分。
- 長崎自動車道 諫早IC・諫早バスストップ
- 島原道路 小船越IC
- 国道34号
- 長崎県交通局（県営バス）西諫早駅停留所、西諫早駅通停留所
- ファッションセンターしまむら 諫早西店
- ホテルルートイン諫早インター
- 東大川

## 隣の駅
九州旅客鉄道（JR九州）
■長崎本線
■区間快速「シーサイドライナー」
通過
■快速「シーサイドライナー」・■普通
諫早駅 - 西諫早駅 - 喜々津駅